# Иван Пенава
Иван Пенава (Вуковар, 31. децембар 1974) је хрватски политичар и кинезиолог, градоначелник Вуковара од 16. јуна 2014. године и посланик у Хрватском сабору од 14. октобра 2016. године. Председник је националистичког Домовинског покрета.
Пенава је ускраћивао српској мањини службени статус српског језика у Вуковару, упркос томе што су Срби чинили више од 30% укупног становништва Вуковара до 2021. године. Пенава је 2019. године критиковао српске ђаке из Вуковара што нису устали током интонирања хрватске химне и назвао српске политичаре у Хрватској „националистима који желе Велику Србију“.
Бранио је употребу старог усташког слогана „За дом спремни“ и навео да коме год то смета не треба да долази у Вуковар.